# Lhotka u Litultovic
Lhotka u Litultovic (in tedesco Oehlhütten) è un comune della Repubblica Ceca facente parte del distretto di Opava, nella regione della Moravia-Slesia.